# Миодраг Матељевић
Миодраг Матељевић (Ваљево, 28. новембар 1949) српски је математичар, редовни члан САНУ, редовни професор и декан Математичког факултета у Београду.

## Биографија
Рођен је 28. новембра 1949. године у Ваљеву. Дипломирао је на Математичкој групи ПМФ у Београду 1973. године.
Магистрирао је 1976. године, а докторирао 1979. године на ПМФ у Београду са темом „Оцене норми и екстремални проблеми у 'H1'". Ментор за докторску дисертацију био је Војин Дајовић, а у комисији су били још и Миољуб Никић и Владимир Мићић.
У зимском семестру 1981. био је почасни гост на универзитету Winsconsin-Madison. За асистента на ПМФ биран је 1973. године, за доцента 1983, за ванредног професора 1989, а за редовног професора 1995. године. У току зимског семестра [988. године био је ванредни професор на Универзитету у Питсбургу, а у току школске 1988/89. — ванредни професор на Wayne State University, Детроит. До сада је објавио 32 научна рада. Учествовао је на 30 међународних конференција где је држао око десетак предавања по позиву у секцијама и седам уводних предавања по позиву (Пољска и Бугарска академија наука, на IWWA у САД, на Nevannlina Colloquium у Швајцарској итд.), као и на бројним домаћим конференцијама.
Предавао је Математику I и II, Анализу I и II, Теорију реалних и комплексних функција, Комплексну анализу, а на последипломским студијама држао је низ курсева: Анализа на многострукостима (САД), Комплексна анализа (САД), Конформне инваријанте, Квазиконформна пресликавања, Комплексна динамика, Геометријска теорија функција итд. Шеф је катедре за Комплексну анализу од 1995. године. Руководилац пројекта „Математика, Механика и Рачунарство“ у периоду 1995-2000. и продекан на Математичком факултету 1995. године.
Професор Матељевић је пре свега стручњак за комплексну анализу у којој је постигао резултате значајне на светском нивоу. Оснивач је и руководилац семинара за Комплексну анализу од 1991. године. Рад семинара, посредно или непосредно, утицао је да се добије низ научних резултата. Између осталог, решено је неколико познатих Тајхмилерових (Teichmuller) проблема на којима су радили истакнути математичари. Резултати у вези са решењем Тајхмилерових проблема о
карактеризацији јединствено екстремалних квазиконформних пресликавања, Геринговим проблемом и изопериметријским неједнакостима
хармонијских и аналитичких функција су презентовани, са доказима, у међународним монографијама.
До 2007. године објавио је 54 научна рада. Међу новим радовима посебно се истиче Unique extremality of quasiconformal mappings прихваћен за штампање у Journal d'Analyse Mathematique.
У издању Друштва математичара Србије објавио је уџбеник „Комплексне функције 1 & 2“ 2006. године. После више од 30 година ово је први савремени уџбеник из комплексне анализе на српском језику који се користи на више универзитета (Београд, Нови Сад, Ниш, Бања Лука) за основне и постдипломске студије.
Ментор је већег броја магистарских (Владимир Марковић, Давид Калај, Иван Анић, Младен Лаудановић, Д. Сарић, Н. Лакић, И. Стругар, Миљан Кнежевић) и докторских теза (Владимир Марковић, Стево Стевић, Давид Калај). Међу његовим докторандима посебно се истакао Владимир Марковић, сада универзитетски професор у Ворику, Велика Британија. Неколико студената M. Матељевића данас се налази у групи најквалитетнијих научника на најпознатијим светским
универзитетима.
Добитник је Награде града Београда за 2006. годину за уџбеник-монографију „Комплексне функције 1 & 2“.
Декан Математичког факултета Универзитета у Београду био је у два наврата, 2007. и 2011. године.
За дописног члана Српске академије наука и уметности изабран је 1. новембра 2012. године а за редовног 8. новембра 2018. године.
Фебруара 2025. додељен му је Сретњски орден.